# Limitations de vitesse à Chypre
 (mars 2009).
Si vous disposez d'ouvrages ou d'articles de référence ou si vous connaissez des sites web de qualité traitant du thème abordé ici, merci de compléter l'article en donnant les références utiles à sa vérifiabilité et en les liant à la section « Notes et références ».

Limitations de vitesse à Chypre

Vitesses maximales autorisées en république de Chypre (abréviation officielle: CY - pour "Cyprus", nom anglais du pays):
- 50 km/h en ville
- 80 km/h hors agglomération
- 100 km/h sur autoroute

## Autres règles
- Conduite du côté gauche de la chaussée  (Voir Sens de circulation)
- Alcoolémie maximum autorisée au volant : 0,5 g/L d'alcool dans le sang.
- Panneaux en grec et en anglais

## Chypre du Nord
Pour la partie turque de Chypre